# جيمس إتش ماكبرايد
جيمس إتش ماكبرايد (بالإنجليزية: James H. McBride)‏ هو ضابط أمريكي، ولد في 1814 في هارودسبورغ في الولايات المتحدة، وتوفي في 1 مارس 1864 في مقاطعة ييل في الولايات المتحدة.